# CFL 4000
De locomotief reeks 4000 van het type Bombardier TRAXX F140 AC is een elektrische locomotief bestemd voor het personenvervoer en het goederenvervoer van de Chemins de fer luxembourgeois (CFL).

## Geschiedenis
In de jaren 1990 gaf de Deutsche Bundesbahn aan de industrie opdracht voor de ontwikkeling van nieuwe locomotieven ter vervanging van oudere locomotieven van het type 103, 151, 111, 181.2 en 120. Hierop presenteerde AEG Hennigsdorf in 1994 het Prototypen 12X die later als 145 door ADtranz te Kassel werd gebouwd. Uit dit prototype ontstond een groot aantal varianten.
Deze locomotieven worden tegenwoordig door Bombardier te Kassel gebouwd. De ruwbouw van de locomotiefkasten vindt sinds 2008 plaats in Werk Wrocław en de eindmontage in Werk Kassel.

## Constructie en techniek
De locomotief heeft een stalen frame. De tractie-installatie is uitgerust met draaistroom en heeft driefasige asynchrone motoren in de draaistellen. Iedere motor drijft een as aan.

## Treindiensten
De locomotieven worden door de Chemins de fer luxembourgeois (CFL)
ingezet voor onder meer het personenvervoer op de volgende trajecten:
- Luxemburg – Trier – Schweich
- Luxemburg – Esch/Alzette – Rodange (– Athus)
- Luxemburg – Dippach-Reckange – Rodange (– Athus)
- Luxemburg – Troisvierges

De locomotieven worden door de CFL Cargo ingezet voor het goederenvervoer.